# هاينريش ويلهلم ستيغليتز
هاينريش ويلهلم ستيغليتز (بالألمانية: Heinrich Wilhelm Stieglitz)‏ (و. 1801 – 1849 م) هو مؤلف، وكاتب ألماني، ولد في باد آرولزن، توفي في البندقية، عن عمر يناهز 48 عاماً، بسبب كوليرا.

## التعليم
تعلم في جامعة غوتينغن.